# Комплекс зданий Лицея князя Безбородко
Комплекс зданий Лицея князя Безбородко или Комплекс зданий Нежинской гимназии высших наук — комплекс зданий и группа памятников архитектуры и истории национального значения в Нежине. Сейчас в главном корпусе размещается Нежинский государственный университет имени Николая Гоголя.

## История
Постановлением Кабинета Министров УССР от 24.08.1963 № 970 «Про упорядочение дела учёта и охраны памятников архитектуры на территории Украинской ССР» («Про впорядкування справи обліку та охорони пам'ятників архітектури на території Української РСР») ряду зданий комплекса присвоен статус памятник архитектуры национального значения с охранным № 825/1 под названием Главный корпус лицея князя Безбородко, № 825/2 — Дом служб лицея князя Безбородко, № 825/3 — Каретник лицея князя Безбородко, № 825/4 — Конюшня лицея князя Безбородко, № 825/5 — Жилой дом лицея князя Безбородко.
Постановлением Кабинета Министров Украины от 03.09.2009 № 928 главному корпусу лицея присвоен статус памятник истории национального значения с охранным № 250019-Н под названием Дом Гимназии высших наук Безбородко, где учились Л. И. Глебов, Е. П. Гребёнка, Н. В. Гоголь и другие выдающиеся деятели.
Комплекс также включает два памятника архитектуры вновь выявленных — жилой дом Лицея князя Безбородко (№ 2 корпус 7) и жилой дом лицея (№ 2 корпус 8) — оба 2-й половины 19 века.
Установлена информационная доска.

## Описание
4 сентября 1820 года на средства Александра Андреевича Безбородко и Ильи Андреевича Безбородко была открыта Нежинская гимназия высших наук. В период 1832—1840 годы учебное заведение именовалось Нежинский физико-математический лицей, 1840—1875 годы — Нежинский юридический лицей, 1875—1919 годы — Историко-филологический институт князя А. А. Безбродко.
В период 1805-1817 годы был сооружён учебный корпус гимназии в стиле классицизма по проекту архитектора Луиджи Руска на окраине Нежина Магерках.
Каменный, 3-этажный на цоколе, П-образный в плане дом, имеет три объёма. Центральный объём главного фасада в два этажа украшен колоннадой (один ряд из 12 колон), над колоннадой балкон третьего этажа. Фасад симметричный, что подчёркивают ризалиты увенчанные треугольными фронтонами. Тимпаны фронтонов украшены барельефами. Центральный объём венчает фронтон, где помещён Малый герб Украины. Направлен на северо-восток на площадь, которая существовала до 1908 года. Окна 2-го этажа главного фасада ризалитов украшены прямыми сандриками на кронштейнах, которые чередуясь дополнены фронтонами. Каждый объём с двухскатной крышей.
Изначально двухэтажный объём соединял трёхэтажные флигели, которые имели свои отдельные входы. Между ними длину центрального участка главного фасада украшала колоннада с парадными ступенями посередине и гербом князей Безбородко и семейным девизом «La bore et zelo» («Трудом и усердием»). С тыла флигели образовывали дворик, который соединялся с лицейским садом (Графский парк), сохранивший и сейчас регулярное планирование. Во время перестроек 1876-1879 годов над средним участком был возведён третий этаж, а над колоннадой обустроен балкон.
В 1919 году на базе Историко-филологический институт князя А. А. Безбродко был создан Научно-педагогический институт. Вскоре был переименован на Институт народного образования, в период 1934-2004 годы — Нежинский педагогический институт (с 1939 года — имени Н. В. Гоголя). В 2004 году был реорганизован в Нежинский государственный университет имени Николая Гоголя.
На фасаде установлены мемориальные доски.